# Liste der Nummer-eins-Hits in den britischen Charts (1995)
Dies ist eine Liste der Nummer-eins-Hits in den britischen Charts im Jahr 1995. Sie basiert auf den Official Singles Chart Top 100 und den Albums Chart Top 100, die vom Chart Information Network ermittelt wurden. Es gab in diesem Jahr 18 Nummer-eins-Singles und 25 Nummer-eins-Alben.

## Singles
| ← 1994 ← | Liste der Nummer-eins-Hits in den britischen Charts | Liste der Nummer-eins-Hits in den britischen Charts   | Liste der Nummer-eins-Hits in den britischen Charts | 1996 →                    |
| \| Zeitraum \| Wo. ges. \| Interpret \| Titel Autor(en) \| Zusätzliche Informationen \| \| (Zeitraum, Wochen auf Platz eins, Interpret, Titel, Autor[en], zusätzliche Informationen) \| \| \| \| \| \| ----------------------------------------------------------------------------------------- \| -------- \| ----------------------------------------------------- \| -------------------------------------------- \| ------------------------- \| \| 4. Dezember 1994 – 7. Januar 1995 5 Wochen \| 5 \| East 17 \| Stay Another Day \| – \| \| 8. Januar 1995 – 28. Januar 1995 3 Wochen \| 3 \| Rednex \| Cotton Eye Joe \| – \| \| 29. Januar 1995 – 18. März 1995 7 Wochen \| 7 \| Céline Dion \| Think Twice \| – \| \| 19. März 1995 – 25. März 1995 1 Woche \| 1 \| Cher, Chrissie Hynde & Neneh Cherry with Eric Clapton \| Love Can Build a Bridge \| – \| \| 26. März 1995 – 1. April 1995 1 Woche \| 1 \| Outhere Brothers \| Don’t Stop (Wiggle Wiggle) \| – \| \| 2. April 1995 – 29. April 1995 4 Wochen \| 4 \| Take That \| Back for Good \| – \| \| 30. April 1995 – 6. Mai 1995 1 Woche \| 1 \| Oasis \| Some Might Say \| – \| \| 7. Mai 1995 – 13. Mai 1995 1 Woche \| 1 \| Livin’ Joy \| Dreamer \| – \| \| 14. Mai 1995 – 1. Juli 1995 7 Wochen \| 7 \| Robson & Jerome \| Unchained Melody / The White Cliffs of Dover \| – \| \| 2. Juli 1995 – 29. Juli 1995 4 Wochen \| 4 \| Outhere Brothers \| Boom Boom Boom \| – \| \| 30. Juli 1995 – 19. August 1995 3 Wochen \| 3 \| Take That \| Never Forget \| – \| \| 20. August 1995 – 2. September 1995 2 Wochen \| 2 \| Blur \| Country House \| – \| \| 3. September 1995 – 16. September 1995 2 Wochen \| 2 \| Michael Jackson \| You Are Not Alone \| – \| \| 17. September 1995 – 23. September 1995 1 Woche \| 1 \| Shaggy \| Boombastic \| – \| \| 24. September 1995 – 21. Oktober 1995 4 Wochen \| 4 \| Simply Red \| Fairground \| – \| \| 22. Oktober 1995 – 4. November 1995 2 Wochen \| 2 \| Coolio feat. L. V. \| Gangsta’s Paradise \| – \| \| 5. November 1995 – 2. Dezember 1995 4 Wochen \| 4 \| Robson & Jerome \| I Believe / Up on the Roof \| – \| \| 3. Dezember 1995 – 13. Januar 1996 6 Wochen \| 6 \| Michael Jackson \| Earth Song \| – \| |                                                     |                                                       |                                                     |                           |
| ← 1994 |                                                     |                                                       |                                                     | → 1996 →                  |
| Zeitraum | Wo. ges.                                            | Interpret                                             | Titel Autor(en)                                     | Zusätzliche Informationen |
| (Zeitraum, Wochen auf Platz eins, Interpret, Titel, Autor[en], zusätzliche Informationen) |                                                     |                                                       |                                                     |                           |
| 4. Dezember 1994 – 7. Januar 1995 5 Wochen | 5                                                   | East 17                                               | Stay Another Day                                    | –                         |
| 8. Januar 1995 – 28. Januar 1995 3 Wochen | 3                                                   | Rednex                                                | Cotton Eye Joe                                      | –                         |
| 29. Januar 1995 – 18. März 1995 7 Wochen | 7                                                   | Céline Dion                                           | Think Twice                                         | –                         |
| 19. März 1995 – 25. März 1995 1 Woche | 1                                                   | Cher, Chrissie Hynde & Neneh Cherry with Eric Clapton | Love Can Build a Bridge                             | –                         |
| 26. März 1995 – 1. April 1995 1 Woche | 1                                                   | Outhere Brothers                                      | Don’t Stop (Wiggle Wiggle)                          | –                         |
| 2. April 1995 – 29. April 1995 4 Wochen | 4                                                   | Take That                                             | Back for Good                                       | –                         |
| 30. April 1995 – 6. Mai 1995 1 Woche | 1                                                   | Oasis                                                 | Some Might Say                                      | –                         |
| 7. Mai 1995 – 13. Mai 1995 1 Woche | 1                                                   | Livin’ Joy                                            | Dreamer                                             | –                         |
| 14. Mai 1995 – 1. Juli 1995 7 Wochen | 7                                                   | Robson & Jerome                                       | Unchained Melody / The White Cliffs of Dover        | –                         |
| 2. Juli 1995 – 29. Juli 1995 4 Wochen | 4                                                   | Outhere Brothers                                      | Boom Boom Boom                                      | –                         |
| 30. Juli 1995 – 19. August 1995 3 Wochen | 3                                                   | Take That                                             | Never Forget                                        | –                         |
| 20. August 1995 – 2. September 1995 2 Wochen | 2                                                   | Blur                                                  | Country House                                       | –                         |
| 3. September 1995 – 16. September 1995 2 Wochen | 2                                                   | Michael Jackson                                       | You Are Not Alone                                   | –                         |
| 17. September 1995 – 23. September 1995 1 Woche | 1                                                   | Shaggy                                                | Boombastic                                          | –                         |
| 24. September 1995 – 21. Oktober 1995 4 Wochen | 4                                                   | Simply Red                                            | Fairground                                          | –                         |
| 22. Oktober 1995 – 4. November 1995 2 Wochen | 2                                                   | Coolio feat. L. V.                                    | Gangsta’s Paradise                                  | –                         |
| 5. November 1995 – 2. Dezember 1995 4 Wochen | 4                                                   | Robson & Jerome                                       | I Believe / Up on the Roof                          | –                         |
| 3. Dezember 1995 – 13. Januar 1996 6 Wochen | 6                                                   | Michael Jackson                                       | Earth Song                                          | –                         |

## Alben
| ← 1994 ← | Liste der Nummer-eins-Hits in den britischen Charts | Liste der Nummer-eins-Hits in den britischen Charts | Liste der Nummer-eins-Hits in den britischen Charts | 1996 →                    |
| \| Zeitraum \| Wo. ges. \| Interpret \| Titel \| Zusätzliche Informationen \| \| (Zeitraum, Wochen auf Platz eins, Interpret, Titel, zusätzliche Informationen) \| \| \| \| \| \| ------------------------------------------------------------------------------ \| -------- \| ------------------- \| ----------------------------------------- \| ------------------------- \| \| 11. Dezember 1994 – 21. Januar 1995 6 Wochen (insgesamt 7) \| 7 \| The Beautiful South \| Carry On Up the Charts - The Best Of \| – \| \| 22. Januar 1995 – 4. März 1995 6 Wochen (insgesamt 7) \| 7 \| Céline Dion \| The Colour of My Love \| – \| \| 5. März 1995 – 11. März 1995 1 Woche (insgesamt 2) \| 2 \| Bruce Springsteen \| Greatest Hits \| – \| \| 12. März 1995 – 18. März 1995 1 Woche \| 1 \| Annie Lennox \| Medusa \| – \| \| 19. März 1995 – 25. März 1995 1 Woche \| 1 \| Elastica \| Elastica \| – \| \| 26. März 1995 – 1. April 1995 1 Woche (insgesamt 7) \| 7 \| Céline Dion \| The Colour of My Love \| – \| \| 2. April 1995 – 8. April 1995 1 Woche \| 1 \| The Boo Radleys \| Wake Up! \| – \| \| 9. April 1995 – 15. April 1995 1 Woche (insgesamt 2) \| 2 \| Bruce Springsteen \| Greatest Hits \| – \| \| 16. April 1995 – 6. Mai 1995 3 Wochen \| 3 \| Wet Wet Wet \| Picture This \| – \| \| 7. Mai 1995 – 20. Mai 1995 2 Wochen \| 2 \| Take That \| Nobody Else \| – \| \| 21. Mai 1995 – 27. Mai 1995 1 Woche \| 1 \| Paul Weller \| Stanley Road \| – \| \| 28. Mai 1995 – 3. Juni 1995 1 Woche \| 1 \| Alison Moyet \| Singles \| – \| \| 4. Juni 1995 – 17. Juni 1995 2 Wochen \| 2 \| Pink Floyd \| Pulse \| – \| \| 18. Juni 1995 – 24. Juni 1995 1 Woche \| 1 \| Michael Jackson \| HIStory – Past, Present and Future Book I \| – \| \| 25. Juni 1995 – 22. Juli 1995 4 Wochen \| 4 \| Bon Jovi \| These Days \| – \| \| 23. Juli 1995 – 12. August 1995 3 Wochen \| 3 \| Supergrass \| I Should Coco \| – \| \| 13. August 1995 – 26. August 1995 2 Wochen \| 2 \| Black Grape \| It’s Great When You’re Straight … Yeah \| – \| \| 27. August 1995 – 2. September 1995 1 Woche \| 1 \| Boyzone \| Said and Done \| – \| \| 3. September 1995 – 9. September 1995 1 Woche \| 1 \| The Charlatans \| The Charlatans \| – \| \| 10. September 1995 – 16. September 1995 1 Woche \| 1 \| The Levellers \| Zeitgeist \| – \| \| 17. September 1995 – 30. September 1995 2 Wochen \| 2 \| Blur \| The Great Escape \| – \| \| 1. Oktober 1995 – 7. Oktober 1995 1 Woche \| 1 \| Mariah Carey \| Daydream \| – \| \| 8. Oktober 1995 – 14. Oktober 1995 1 Woche (insgesamt 10) \| 10 \| Oasis \| (What’s the Story) Morning Glory? \| – \| \| 15. Oktober 1995 – 4. November 1995 3 Wochen \| 3 \| Simply Red \| Life \| – \| \| 5. November 1995 – 11. November 1995 1 Woche \| 1 \| Pulp \| Different Class \| – \| \| 12. November 1995 – 18. November 1995 1 Woche \| 1 \| Queen \| Made in Heaven \| – \| \| 19. November 1995 – 6. Januar 1996 7 Wochen \| 7 \| Robson & Jerome \| Robson & Jerome \| – \| |                                                     |                                                     |                                                     |                           |
| ← 1994 |                                                     |                                                     |                                                     | → 1996 →                  |
| Zeitraum | Wo. ges.                                            | Interpret                                           | Titel                                               | Zusätzliche Informationen |
| (Zeitraum, Wochen auf Platz eins, Interpret, Titel, zusätzliche Informationen) |                                                     |                                                     |                                                     |                           |
| 11. Dezember 1994 – 21. Januar 1995 6 Wochen (insgesamt 7) | 7                                                   | The Beautiful South                                 | Carry On Up the Charts - The Best Of                | –                         |
| 22. Januar 1995 – 4. März 1995 6 Wochen (insgesamt 7) | 7                                                   | Céline Dion                                         | The Colour of My Love                               | –                         |
| 5. März 1995 – 11. März 1995 1 Woche (insgesamt 2) | 2                                                   | Bruce Springsteen                                   | Greatest Hits                                       | –                         |
| 12. März 1995 – 18. März 1995 1 Woche | 1                                                   | Annie Lennox                                        | Medusa                                              | –                         |
| 19. März 1995 – 25. März 1995 1 Woche | 1                                                   | Elastica                                            | Elastica                                            | –                         |
| 26. März 1995 – 1. April 1995 1 Woche (insgesamt 7) | 7                                                   | Céline Dion                                         | The Colour of My Love                               | –                         |
| 2. April 1995 – 8. April 1995 1 Woche | 1                                                   | The Boo Radleys                                     | Wake Up!                                            | –                         |
| 9. April 1995 – 15. April 1995 1 Woche (insgesamt 2) | 2                                                   | Bruce Springsteen                                   | Greatest Hits                                       | –                         |
| 16. April 1995 – 6. Mai 1995 3 Wochen | 3                                                   | Wet Wet Wet                                         | Picture This                                        | –                         |
| 7. Mai 1995 – 20. Mai 1995 2 Wochen | 2                                                   | Take That                                           | Nobody Else                                         | –                         |
| 21. Mai 1995 – 27. Mai 1995 1 Woche | 1                                                   | Paul Weller                                         | Stanley Road                                        | –                         |
| 28. Mai 1995 – 3. Juni 1995 1 Woche | 1                                                   | Alison Moyet                                        | Singles                                             | –                         |
| 4. Juni 1995 – 17. Juni 1995 2 Wochen | 2                                                   | Pink Floyd                                          | Pulse                                               | –                         |
| 18. Juni 1995 – 24. Juni 1995 1 Woche | 1                                                   | Michael Jackson                                     | HIStory – Past, Present and Future Book I           | –                         |
| 25. Juni 1995 – 22. Juli 1995 4 Wochen | 4                                                   | Bon Jovi                                            | These Days                                          | –                         |
| 23. Juli 1995 – 12. August 1995 3 Wochen | 3                                                   | Supergrass                                          | I Should Coco                                       | –                         |
| 13. August 1995 – 26. August 1995 2 Wochen | 2                                                   | Black Grape                                         | It’s Great When You’re Straight … Yeah              | –                         |
| 27. August 1995 – 2. September 1995 1 Woche | 1                                                   | Boyzone                                             | Said and Done                                       | –                         |
| 3. September 1995 – 9. September 1995 1 Woche | 1                                                   | The Charlatans                                      | The Charlatans                                      | –                         |
| 10. September 1995 – 16. September 1995 1 Woche | 1                                                   | The Levellers                                       | Zeitgeist                                           | –                         |
| 17. September 1995 – 30. September 1995 2 Wochen | 2                                                   | Blur                                                | The Great Escape                                    | –                         |
| 1. Oktober 1995 – 7. Oktober 1995 1 Woche | 1                                                   | Mariah Carey                                        | Daydream                                            | –                         |
| 8. Oktober 1995 – 14. Oktober 1995 1 Woche (insgesamt 10) | 10                                                  | Oasis                                               | (What’s the Story) Morning Glory?                   | –                         |
| 15. Oktober 1995 – 4. November 1995 3 Wochen | 3                                                   | Simply Red                                          | Life                                                | –                         |
| 5. November 1995 – 11. November 1995 1 Woche | 1                                                   | Pulp                                                | Different Class                                     | –                         |
| 12. November 1995 – 18. November 1995 1 Woche | 1                                                   | Queen                                               | Made in Heaven                                      | –                         |
| 19. November 1995 – 6. Januar 1996 7 Wochen | 7                                                   | Robson & Jerome                                     | Robson & Jerome                                     | –                         |

Die Angaben basieren auf den offiziellen Verkaufshitparaden des Chart Information Networks für das Vereinigte Königreich. Die Datumsangaben beziehen sich auf das Gültigkeitsdatum der Charts, also jeweils die auf die Verkaufswoche folgende Woche.

## Jahreshitparaden
| ← 1994 ← | Liste der Nummer-eins-Hits in den britischen Charts | Liste der Nummer-eins-Hits in den britischen Charts       | Liste der Nummer-eins-Hits in den britischen Charts | 1996 →   |
| \| Singles \| Position# \| Alben \| \| ------------------------------------------------------------ \| --------- \| --------------------------------------------------------- \| \| Unchained Melody / The White Cliffs of Dover Robson & Jerome \| 1 \| Robson & Jerome Robson & Jerome \| \| Gangsta’s Paradise Coolio feat. L. V. \| 2 \| (What’s the Story) Morning Glory? Oasis \| \| I Believe / Up on the Roof Robson & Jerome \| 3 \| The Colour of My Love Céline Dion \| \| Back for Good Take That \| 4 \| Life Simply Red \| \| Think Twice Céline Dion \| 5 \| HIStory – Past, Present and Future Book I Michael Jackson \| \| Fairground Simply Red \| 6 \| Stanley Road Paul Weller \| \| You Are Not Alone Michael Jackson \| 7 \| Made in Heaven Queen \| \| Earth Song Michael Jackson \| 8 \| The Great Escape Blur \| \| Missing (Todd Terry Remix) Everything but the Girl \| 9 \| Picture This Wet Wet Wet \| \| Country House Blur \| 10 \| Different Class Pulp \| |                                                     |                                                           |                                                     |          |
| ← 1994 |                                                     |                                                           |                                                     | → 1996 → |
| Singles | Position#                                           | Alben                                                     |                                                     |          |
| Unchained Melody / The White Cliffs of Dover Robson & Jerome | 1                                                   | Robson & Jerome Robson & Jerome                           |                                                     |          |
| Gangsta’s Paradise Coolio feat. L. V. | 2                                                   | (What’s the Story) Morning Glory? Oasis                   |                                                     |          |
| I Believe / Up on the Roof Robson & Jerome | 3                                                   | The Colour of My Love Céline Dion                         |                                                     |          |
| Back for Good Take That | 4                                                   | Life Simply Red                                           |                                                     |          |
| Think Twice Céline Dion | 5                                                   | HIStory – Past, Present and Future Book I Michael Jackson |                                                     |          |
| Fairground Simply Red | 6                                                   | Stanley Road Paul Weller                                  |                                                     |          |
| You Are Not Alone Michael Jackson | 7                                                   | Made in Heaven Queen                                      |                                                     |          |
| Earth Song Michael Jackson | 8                                                   | The Great Escape Blur                                     |                                                     |          |
| Missing (Todd Terry Remix) Everything but the Girl | 9                                                   | Picture This Wet Wet Wet                                  |                                                     |          |
| Country House Blur | 10                                                  | Different Class Pulp                                      |                                                     |          |